# Rutube
Rutube es un servicio de transmisión de video web dirigido a hablantes de ruso. El sitio web incluye videos creados por particulares y programación con licencia de compañías de entretenimiento que se alojan directamente en Rutube y videos que se han visto en Facebook. En abril de 2012, poco menos de 14,5 millones de usuarios únicos por mes veían videoclips alojados en Rutube (de un subconjunto de usuarios rusos de entre 12 y 54 años). El tráfico global mensual general de Rutube, según lo informado por representantes de Rutube, consiste en 30 millones de visitantes únicos que vieron más de 168 millones de videoclips.
Los usuarios no registrados en Rutube pueden ver, compartir y buscar videos. Los usuarios registrados a través de Facebook pueden realizar funciones adicionales, como descubrir videos que sus amigos han visto en Facebook, cargar videos, comentar y dar me gusta a videos.
En 2015, el contenido de Rutube recibió 3.400 millones de visualizaciones en Rusia y cerca de 1.000 millones en el extranjero. Según la empresa analítica J'son & Partners, en marzo de 2016, Rutube ocupaba el 10% (600 millones de rublos) del mercado de servicios de vídeo en línea en Rusia.

## Historia
Rutube fue fundada en 2006 por Oleg Volobuev y Mikhail Paukin, ambos de la ciudad rusa de Oriol. En noviembre de 2008, el portal de videos fue adquirido por Gazprom Media Holdings, que está controlada por el gobierno ruso.
En una entrevista con Business Magazine y el canal de televisión por Internet iTV, los fundadores afirmaron que habían estado creando un servicio para trabajar con video desde 2004-2005. Volobuev dijo que el servicio l-vision.ru que desarrollaron se implementó como un complemento de navegador basado en el marco ActiveX y admitió el chat de video entre pares. y transmisión, capturando video de dispositivos conectados a la computadora y convirtiéndolo en el lado del cliente. El riesgo de que el malware se propague a través de los controles ActiveX obstaculizó el crecimiento de la base de usuarios, dijo, y el equipo tuvo que cambiar a la tecnología Flash Video. En ese momento, el alojamiento de videos estadounidense YouTube ganó popularidad , y los desarrolladores rusos hicieron del característico "YouTube ruso" el nombre de su servicio. En el formato de alojamiento de videos, Rutube comenzó a trabajar en 2006.
En 2007, los fundadores del alojamiento de vídeo contrataron a Askar Tuganbaev, que anteriormente había gestionado los proyectos de Internet de ATV y producido los programas de O2TV y Gameland TV, como productor principal de Rutube.
El precio de adquisición no fue revelado, sin embargo, en marzo de 2009 los expertos valoraron el portal de videos en $ 15 millones. Después de la compra, la dirección de Rutube fue reemplazada, la oficina de Rutube se trasladó a Moscú y se nombró a un nuevo director ejecutivo, Mihail Ilyichev. Anteriormente, Ilyichev fue director del departamento de gestión de estaciones de televisión propiedad de la cadena de televisión rusa TNT y operadas por ella.

### Fusión con Pladform, 2016-2019
En febrero de 2016, se supo que el servicio de video Rutube se fusionaría con la red de distribución de contenido legal en Runet Pladform, a través de la cual se publican videos en plataformas en línea rusas, incluida la red social VKontakte. En mayo del mismo año, las empresas completaron la fusión. Gazprom-Media transfirió la marca Rutube y el sitio web rutube.ru a la nueva empresa Ruform, manteniendo la red CDN y las capacidades de transcodificación de ZAO Rutube. En la nueva estructura, Gazprom-Media posee una participación del 33,3%, el resto pertenece a los antiguos accionistas de Pladform: Armen Gulinyan, Ivan Tavrine Innova. El fundador y director ejecutivo de Pladform, Armen Gulinyan, se convirtió en director general de Ruform, y el director de la sub-holding digital Gazprom-Media, Vadim Fedotov, se convirtió en presidente del consejo de administración. En enero de 2019, Ivan Tavrin y sus socios vendieron el 67% de Roform LLC a Alexander Karmanov, el principal propietario del Eurasian Pipeline Consortium. Roman Maksimov fue nombrado director general.

### Plataforma LIST
Desde finales de 2019, Rutube ha estado trabajando bajo la plataforma LIST: los videos no están disponibles para que los vean usuarios no autorizados; Es necesario registrarse para ver el contenido.